# Michael Michai Kitbunchu
Michael Michai Kitbunchu (ur. 25 stycznia 1929 w Samphran) – tajski duchowny rzymskokatolicki, arcybiskup metropolita Bangkoku w latach 1973–2009, przewodniczący Konferencji Episkopatu Tajlandii w latach 1979–1982, kardynał prezbiter od 1983, od 2009 arcybiskup senior archidiecezji Bangkoku, od 2016 kardynał protoprezbiter Kolegium Kardynalskiego.

## Życiorys
Studiował w seminarium w Siracha, następnie wyjechał do Rzymu, gdzie uzupełniał wykształcenie w Papieskim Athenaeum De Propaganda Fide i przyjął święcenia kapłańskie (20 grudnia 1959). Jako kapłan powrócił do Bangkoku i prowadził działalność duszpasterską. W latach 1965–1972 był rektorem seminarium w Bangkoku.
18 grudnia 1972 mianowany arcybiskupem Bangkoku, przyjął sakrę biskupią 3 czerwca 1973. W latach 1979–1982 stał na czele Konferencji Episkopatu Tajlandii. Brał udział w sesjach Światowego Synodu Biskupów w Watykanie, a po nominacji kardynalskiej (Jan Paweł II nadał mu tytuł prezbitera San Lorenzo in Panisperna 2 lutego 1983) w pracach Komisji Kardynalskiej ds. Badania Organizacyjnych i Ekonomicznych Problemów Stolicy Świętej. Jest pierwszym Tajem obdarzonym godnością kardynalską.
Uczestniczył w konklawe 2005 po śmierci Jana Pawła II. W styczniu 2009, w związku z ukończeniem 80 lat, utracił prawo udziału w kolejnych konklawe; w maju tegoż roku papież Benedykt XVI przyjął jego rezygnację z funkcji arcybiskupa Bangkoku, wraz z powierzeniem obowiązków administratora apostolskiego archidiecezji do czasu ingresu nowego metropolity, Francisa Xaviera Kriengsaka Kovithavanija.
Po śmierci w dniu 14 grudnia 2016 kard. Paulo Evaristo Arnsa, został protoprezbiterem Kolegium Kardynalskiego.